# 朱秉橘
朱秉橘（1487年9月3日—1517年7月2日），明朝秦藩郃陽王府輔國將軍、奉祀宗室，郃陽惠恭王朱公鏜之孫，鎮國將軍朱誠汾的嫡長子，生母曾氏。

## 生平
成化二十三年八月十六日（1487年9月3日）出生。同年（1487年）十二月，獲賜名秉橘。弘治十三年（1500年）十一月，獲賜輔國將軍誥命、冠服。
弘治七年（1494年），郃陽溫穆王朱誠泓去世，無嗣。其後，朱誠泓庶第二弟鎮國將軍朱誠汾請求襲封，但冊命未下即卒。其後，朱秉橘請求襲封，但未獲允許。弘治十二年（1499年），明孝宗命朱誠泓庶第三弟鎮國將軍朱誠澮襲封，但尚未受冊又卒。正德三年（1508年）十二月，朱誠澮的嫡長子朱秉檄獲准襲封，但尚未受冊又卒。因朱誠澮襲爵為出於一時特恩的兄終弟及，郃陽王的封爵被廢除。
正德四年（1509年）九月，朱秉橘受命奉祀郃陽王。《明武宗实录》载正德九年（1514年）五月东城兵马副指挥刘瓒的女儿被册封为郃阳王妃，未详此处郃阳王是否即朱秉橘，或记载有误。
正德十二年六月十四日（1517年7月2日），朱秉橘去世，享年三十一歲。

## 家庭

### 妻
- 王氏（1488年－1515年），西安右護衛義官王綸之長女，弘治十八年（1505年）封夫人，生二子。

### 妾
- 張氏，生一女。[11]

### 子
- 嫡長子：奉國將軍朱惟熠，接任奉祀
- 嫡第二子：奉國將軍朱惟炟[3]

## 墓葬
正德十四年（1519年）正月，朱秉橘和夫人王氏合葬於陝西西安府咸寧縣鮑陂里鴻固之原（今陝西省西安市雁塔区长延堡街道庙坡头村東南）。2004年－2005年，為配合基本建設，陕西省考古研究所對包括朱秉橘墓在內的其家族4座墓葬進行了發掘。朱秉橘墓為竖穴土坑砖券洞室墓，平面呈长方形，斜坡墓道在南，墓室居北。

[誌蓋]

皇朙宗室輔國將軍夫人王氏合塟之壙

[誌文]

皇明宗室輔國將軍暨夫人王氏壙誌

　　輔國諱秉橘，迺

太祖高皇帝七世孫，

　秦愍王五世孫，

　康王曾孫，

　郃陽惠恭王之孫，

　温穆王姪，

　安僖王弟，

　　鎮國將軍誠汾之長子。母夫人曾氏，生輔國于成化二十

　　三年八月十六日。弘治十一年三月初八日，

誥封爲輔國將軍，歲食禄八百碩。正德十二年二月十五日，

　朝廷

命奉惠恭王祀。配夫人王氏，迺西安右護衛義官王綸之長女。

　　夫人生于弘治元年三月十七日。十八年四月十八日，

誥封爲夫人。生子二，

賜名曰惟熠，曰惟炟。張氏庶生女一。俱尚幼，未受封。正德十年

　　七月初三日，夫人以疾卒，享壽二十八歲。

皇上命有司給地營塟，𤽤如制。而輔國于十二年六月十四日

　　忽以疾卒矣，享壽三十一歲。卜今正德十四年正月二十

　　六日，合塟于咸寧縣鮑陂里鴻固之原，從吉兆也。

皇上及諸王𤽤賜祭焉。嗚呼！夫婦早有令德，名爲善配，其生也

　　富貴相肩，其塟也時日相同，是𤽤可誌。故特誌此，勒之堅

　　珉，用不朽云。

　　　　　　　　　　　　　　孤哀子惟熠、惟炟泣立。